# Hakupu
Hakupu es un pueblo en la isla de Niue. Está situado en el sureste de la isla, cerca de la punta Matatamane, y está conectado por carretera con la capital, Alofi (12 kilómetros al noroeste) y con Avatele (7 kilómetros a la oeste) y, a través de la costa este camino hacia la Liku (12 kilómetros), Lakepa (16 kilómetros), y Mutalau (en la costa norte, a 20 kilómetros de distancia).
- Datos: Q2635174